# Hansenomysis violacea
Hansenomysis violacea är en kräftdjursart som först beskrevs av Yakov Avadievich Birstein och Tchindonova 1958.  Hansenomysis violacea ingår i släktet Hansenomysis och familjen Petalophthalmidae. Inga underarter finns listade i Catalogue of Life.